# Olivier de Termes
Pour les articles homonymes, voir Termes.
Olivier de Termes, né vers 1200 à Termes (Aude) et mort le 12 août 1274 à Saint-Jean-d'Acre, royaume de Jérusalem, est l'un des plus célèbres chevaliers du XIIIe siècle, le plus actif des opposants à la croisade des albigeois et un protecteur des cathares. Il devient ensuite un fidèle du roi saint Louis et de l'Église catholique en Languedoc et en Terre sainte où il meurt à la tête des armées croisées.
Olivier acquit une large renommée auprès de ses contemporains et devient familier de plusieurs rois et papes grâce à son énergie, sa bravoure et sa maîtrise de l'art des sièges et de la guérilla dont il fait preuve dans son métier de chevalier jusqu'à sa mort.

## Une enfance brisée
Olivier naît vers 1200 dans une riche famille seigneuriale, convertie au catharisme, qui domine autour du château de Termes (Aude) une soixantaine de villages ou hameaux. Sa jeunesse est dramatiquement marquée par le début de la croisade albigeoise : en 1210, à la suite de la prise du château de Termes par Simon IV de Montfort, il perd son père et ses biens, mais a pu observer les techniques de siège et de guérilla dont il va devenir le grand spécialiste. Il achève son éducation en Vallespir d'où est originaire sa mère. C'est là qu'il rencontre ses futurs suzerains dont il va devenir l'un des familiers : Jacques Ier roi d'Aragon, Raimond le Jeune, comte de Toulouse qui accompagne en exil son père Raymond VI de Toulouse, et Raimond Trencavel vicomte de Carcassonne. Tous les quatre sont de la même génération, ont été victimes de la croisade et sont animés d'un esprit de reconquête.

## Au service des princes méridionaux
Olivier se met donc au service de ces trois seigneurs et se distingue dans un grand nombre d'opérations militaires : pour le comte de Toulouse, il défend le village de Labécède-Lauragais assiégé par l'armée du roi de France (1227) ; pour le roi d'Aragon Jacques Ier, il participe à la conquête de Majorque sur les maures ; pour le comte de Toulouse, il administre à plusieurs reprises la ville de Narbonne révoltée contre son évêque et l'Inquisition (entre 1234 et 1242) ; avec Raimond Trencavel, il soulève les Corbières contre le roi et mène le siège de Carcassonne (1240), etc. En récompense, il reçoit des fiefs en Lauragais, dont celui de Bram, en Roussillon et à Majorque.

## Au service du roi de France

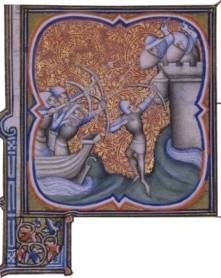
Prise de Damiette.

Mais après que ses suzerains ont fait définitivement la paix avec Louis IX, il se met au service du roi de France à partir de 1245. Pendant la Septième croisade, Olivier, à qui le roi a confié la charge de maître des arbalétriers (soit chef de l'artillerie), se distingue en défendant Damiette (Égypte, 1250) et en sauvant Joinville à Baniyas (Palestine, 1253). Reconnaissant, saint Louis rend à Olivier sa seigneurie de Termes. Revenu en France en 1255, Olivier met un terme à la pacification du Languedoc en obtenant la reddition du château de Quéribus (1255), puis monte à la cour où il joue un rôle de conseiller auprès du roi pour les affaires touchant le Languedoc, l'Aragon et la Castille. Familier également de Jacques Ier d'Aragon, Olivier est sans doute l'un des artisans du traité de Corbeil (1258) passé entre les deux rois et qui fixa pour quatre siècles la frontière entre l'Aragon et la France.

## Au service de Dieu
À partir de 1257, Olivier est travaillé par le salut de son âme et décide de se mettre au service de Dieu. En quelques années il liquide sa seigneurie dont le château d'Aguilar qu'il avait fait construire, pour distribuer des dons considérables à l'abbaye de Fontfroide et à d'autres établissements religieux, et pour financer une expédition militaire en Terre Sainte. Il y retourne en 1264 à la tête d'un contingent royal, puis devient en 1269 sénéchal du royaume de Jérusalem, c'est-à-dire chef des armées de Terre Sainte où il mène une lutte active contre les musulmans. Il participe à la Huitième croisade en rejoignant Louis IX à Tunis (1270) puis repart en Terre Sainte à la tête d'un nouveau contingent soldé par le pape et le roi (1274). Il y meurt le 12 août 1274. Olivier, s'il n'a pas été enterré en Terre Sainte, repose peut-être à Fontfroide, contre la chapelle Saint-Bernard qu'il avait fait construire.
En se ralliant à l'Église catholique et au roi de France, Olivier de Termes a entraîné avec lui tout son entourage, et a sans doute largement facilité certains des grands objectifs du roi de France et de l'Église : l'intégration du Languedoc à la France, la lutte contre l'hérésie cathare, la construction d'une Église moderne en Languedoc, et la lutte contre les musulmans.

## Armoiries
C'est par erreur qu'au XIXe siècle on a attribué à Olivier de Termes des armes « d'azur, à trois flammes d'argent mouvantes de la pointe » puis « d'argent au lion de gueules », peintes dans la Salle des croisades du château de Versailles,. En réalité, sur ses deux sceaux successifs, Olivier a fait représenter un écu plain, c'est-à-dire d'une seule couleur, que Laurent Macé suppose être le sinople rappelant la couleur verte de l'olivier.

D'azur, à trois flammes d'argent mouvantes de la pointe. Blason erroné d'Olivier de Termes peint dans la salle des croisades, version 1.
D'argent au lion de gueules. Blason erroné d'Olivier de Termes peint dans la salle des croisades, version 2.
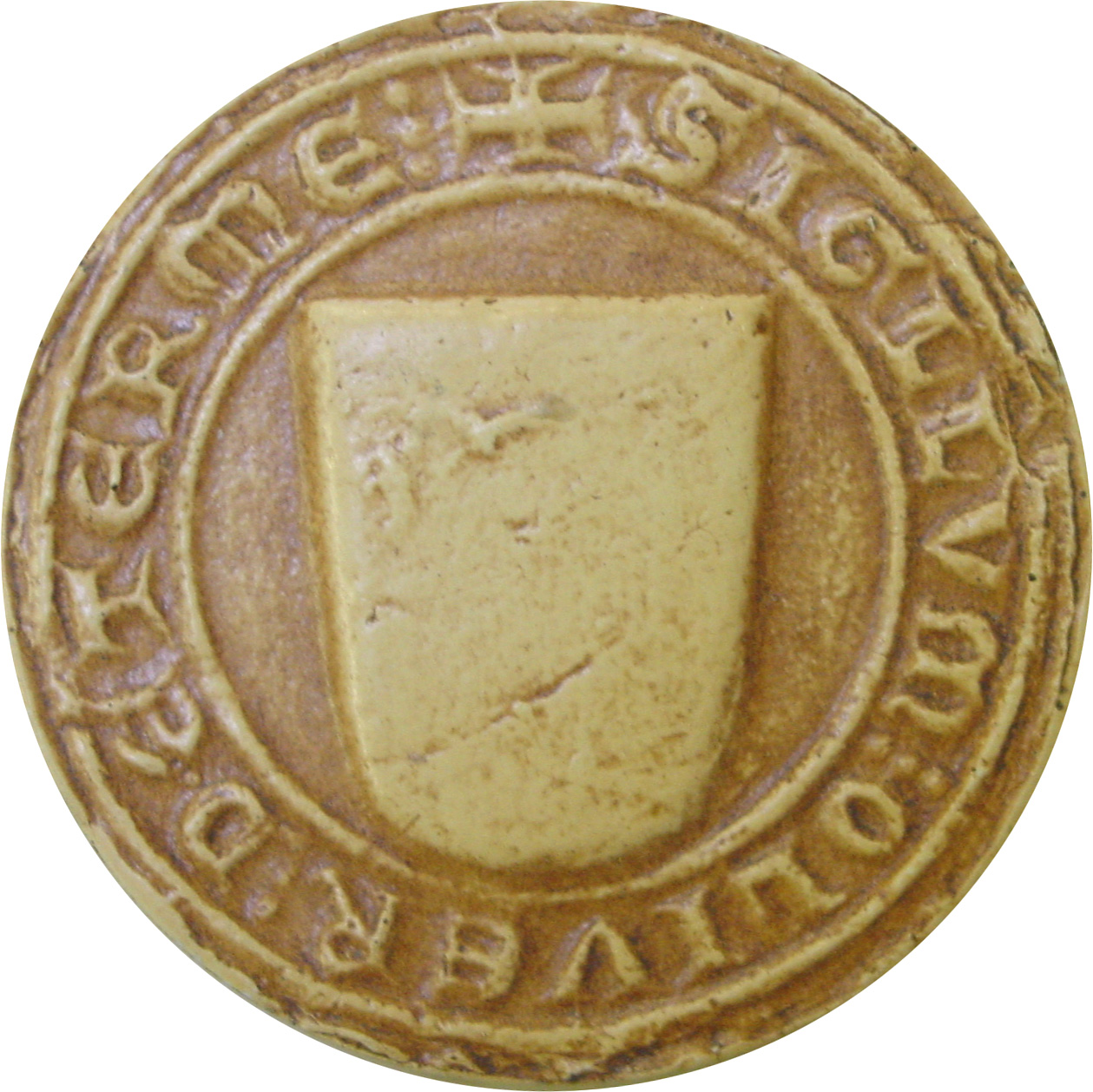
Premier sceau d'Olivier de Termes, 1241.
De sinople plain. Armoiries d'Olivier de Termes selon Laurent Macé.

## Sources